# Agrès de cirque
Pour les articles homonymes, voir Agrès.
Les agrès de cirque sont des structures ou matériels similaires aux agrès de sport utilisés à des fins artistiques ou spectaculaires au cirque ou pour la jonglerie.

## Liste non exhaustive d’agrès de cirque
- balançoire ;
- corde, appelée aussi corde aérienne, corde espagnole, corde lisse, corde verticale ;
- corde traditionnelle en M ;
- corde volante ;
- cercle ou cerceau aérien ;
- élastiques, appelés aussi bungee, bungee trapèze, sandows ;
- fil de fer aérien ;
- roue allemande ;
- sangles aériennes, appelées aussi sangles, sangles acrobatiques ;
- tissu aérien ;
- mât chinois ;
- trampoline ;
- trapèze, appelé aussi trapèze fixe ;
- trapèze ballant, appelé aussi grand ballant ;
- trapèze Washington ;
- trapèze danse ;
- échelle américaine ;
- perche aérienne ;
- roue Cyr.